# Llista de biblioteques del Camp de Tarragona
Llista de biblioteques de l'àmbit territorial del Camp de Tarragona incloses en el Directori de Biblioteques de Catalunya.
| Nom                                                                                        | Municipi                             | Adreça                                                          | Titularitat            | Codi? | Imatge                  |
| ------------------------------------------------------------------------------------------ | ------------------------------------ | --------------------------------------------------------------- | ---------------------- | ----- | ----------------------- |
| Biblioteca Mestre Josep Taverna                                                            | Alforja                              | C. de la Font, 56 coord.                                        | Ajuntament             | P0073 | Carregueu una nova foto |
| Biblioteca Municipal d'Altafulla                                                           | Altafulla                            | C. Escoles coord.                                               | Ajuntament             | P0403 | Carregueu una nova foto |
| Biblioteca Municipal de l'Arboç                                                            | Arboç, l'                            | Av. Sant Jordi, 12 coord.                                       | Ajuntament             | P0299 | Carregueu una nova foto |
| Biblioteca Ventura Gassol                                                                  | Calafell                             | Pg. de la Unió coord.                                           | Ajuntament             | P0085 | Carregueu una nova foto |
| Biblioteca Casa Nova - Segur de Calafell                                                   | Calafell                             | C. Dinamarca, 8 coord.                                          | Ajuntament             | P0387 | Carregueu una nova foto |
| Biblioteca Pública Municipal de Cambrils                                                   | Cambrils                             | C. Alfons I el Cast, 2 coord.                                   | Ajuntament             | P0004 | Carregueu una nova foto |
| Biblioteca Pública de la Canonja                                                           | Canonja, la                          | Pl. del Castell, 1 coord.                                       | Ajuntament             | P0395 | Carregueu una nova foto |
| Biblioteca Municipal de Castellvell del Camp                                               | Castellvell del Camp                 | C. Sant Vicenç, 12, 2a pl. (Casa de Cultura Can Baranxó) coord. | Ajuntament             | P0367 | Carregueu una nova foto |
| Biblioteca Municipal del Catllar                                                           | Catllar, el                          | Av. de Catalunya, 10 coord.                                     | Ajuntament             | P0401 | Carregueu una nova foto |
| Biblioteca Municipal de Constantí                                                          | Constantí                            | Pl. de l'Hospital, 1 coord.                                     | Ajuntament             | P0099 | Carregueu una nova foto |
| Biblioteca Municipal Marta Mata                                                            | Cunit                                | C. de la Creueta, 17 coord.                                     | Ajuntament             | P0070 | Carregueu una nova foto |
| Biblioteca Mossèn Ramon Muntanyola                                                         | Espluga de Francolí, l'              | C. Torres Jordi, 16, 1a                                         | Ajuntament             | P0334 | Carregueu una nova foto |
| Arxiu Comarcal del Priorat. Biblioteca Auxiliar                                            | Falset                               | C. Bonaventura Pascó coord.                                     | Generalitat            | E0008 | Carregueu una nova foto |
| Biblioteca Municipal i Comarcal Salvador Estrem i Fa                                       | Falset                               | C. de Baix, 41 coord.                                           | Ajuntament             | P0056 | Carregueu una nova foto |
| Arxiu Comarcal de la Conca de Barberà. Biblioteca Auxiliar                                 | Montblanc                            | Raval de Santa Anna, 12-14 coord.                               | Generalitat            | E0040 | Carregueu una nova foto |
| Biblioteca Comarcal Josep Conangla i Fontanilles                                           | Montblanc                            | C. de la Vinya coord.                                           | Ajuntament             | P0225 | Carregueu una nova foto |
| Biblioteca Joan Miró - Mont-roig del Camp                                                  | Mont-roig del Camp                   | C. Mare de Déu de la Roca, 5 coord.                             | Ajuntament             | P0204 | Carregueu una nova foto |
| Biblioteca Joan Miró - Miami Platja                                                        | Mont-roig del Camp                   | C. Sòria, 18 coord.                                             | Ajuntament             | P0386 | Carregueu una nova foto |
| Centre de Documentació del Parc Natural de la Serra de Montsant                            | Morera de Montsant, la               | Pl. de la Bassa, 1 coord.                                       | Generalitat            | E0318 | Carregueu una nova foto |
| Biblioteca Municipal de la Nou de Gaià                                                     | Nou de Gaià, la                      | C. del Castell, 8 coord.                                        | Ajuntament             | P0427 | Carregueu una nova foto |
| Arxiu Comarcal del Baix Camp. Biblioteca Auxiliar                                          | Reus                                 | C. Sant Antoni Maria Claret, 3 coord.                           | Generalitat            | E0041 | Carregueu una nova foto |
| Biblioteca Mèdica Sanatori Villablanca                                                     | Reus                                 | Ctra. Bellisens coord.                                          | Privada                | E0124 | Carregueu una nova foto |
| Biblioteca Cambra Oficial de Comerç, Industria i Navegació de Reus                         | Reus                                 | C. Boule, 2 coord.                                              | Privada                | E0128 | Carregueu una nova foto |
| Biblioteca de l'Institut Psiquiàtric Universitari Institut Pere Mata                       | Reus                                 | Ctra. de l'Institut Pere Mata coord.                            | Privada                | E0165 | Carregueu una nova foto |
| Biblioteca Central Xavier Amorós                                                           | Reus                                 | C. de l'Escorxador, 1 coord.                                    | Ajuntament             | P0095 | Carregueu una nova foto |
| Universitat Rovira i Virgili. Biblioteca de la Facultat de Medicina i Ciències de la Salut | Reus                                 | C. Sant Llorenç, 21 coord.                                      | Universitat            | U0078 | Carregueu una nova foto |
| Universitat Rovira i Virgili. Biblioteca del Campus Bellissens                             | Reus                                 | Av. Universitat, 1 coord.                                       | Universitat            | U0080 | Carregueu una nova foto |
| Universitat Rovira i Virgili. Centre de Documentació Europea                               | Reus                                 | Av. Universitat, 1 coord.                                       | Universitat            | U0084 | Carregueu una nova foto |
| Biblioteca Antoni Gaudí                                                                    | Riudoms                              | Pl. de l'Arbre, 5 coord.                                        | Ajuntament             | P0024 | Carregueu una nova foto |
| Biblioteca Municipal Joan Martorell Coca                                                   | Roda de Berà                         | Pl. de la Sardana coord.                                        | Ajuntament             | P0402 | Carregueu una nova foto |
| Biblioteca Municipal de Rodonyà                                                            | Rodonyà                              | Pl. Major, 1 coord.                                             | Ajuntament             | P0439 | Carregueu una nova foto |
| Biblioteca Pública Municipal de Salou                                                      | Salou                                | C. Ponent, 16 coord.                                            | Ajuntament             | P0257 | Carregueu una nova foto |
| Biblioteca Municipal de Santa Coloma de Queralt                                            | Santa Coloma de Queralt              | Pati del Castell coord.                                         | Ajuntament             | P0243 | Carregueu una nova foto |
| Biblioteca Municipal Josep M. Mas                                                          | Santa Oliva                          | C. Josep M. Mas coord.                                          | Ajuntament             | P0405 | Carregueu una nova foto |
| Biblioteca Mossèn Tomàs Capdevila                                                          | Sarral                               | C. Hospital coord.                                              | Ajuntament             | P0167 | Carregueu una nova foto |
| Biblioteca Municipal de la Selva del Camp                                                  | Selva del Camp, la                   | C. Tarragona, 10 coord.                                         | Ajuntament             | P0416 | Carregueu una nova foto |
| Biblioteca de l'Audiència Provincial i Jutjats de Tarragona                                | Tarragona                            | Av. Lluís Companys, 12 coord.                                   | Generalitat            | E0079 | Carregueu una nova foto |
| Museu Nacional Arqueològic de Tarragona. Biblioteca                                        | Tarragona                            | Av. Ramón y Cajal, 82 coord.                                    | Adm. Gral. de l';Estat | E0100 | Carregueu una nova foto |
| Arxiu Històric de Tarragona. Biblioteca Auxiliar                                           | Tarragona                            | Rbla. Vella, 30 coord.                                          | Adm. Gral. de l';Estat | E0111 | Carregueu una nova foto |
| Biblioteca de l'Hospital Universitari de Tarragona Joan XXIII                              | Tarragona                            | C. Dr. Mallafré Guasch, 4 coord.                                | Generalitat            | E0186 | Carregueu una nova foto |
| Biblioteca Col·legi Oficial de Farmacèutics de Tarragona                                   | Tarragona                            | C. Enric d'Ossó, 1 coord.                                       | Privada                | E0196 | Carregueu una nova foto |
| Hemeroteca Caixa de Tarragona                                                              | Tarragona                            | C. Salvador Ritort, 21, bxs coord.                              | Privada                | E0258 | Carregueu una nova foto |
| Biblioteca del Seminari Conciliar Pontifici de Tarragona                                   | Tarragona                            | C. Sant Pau, 4 coord.                                           | Privada                | E0267 | Carregueu una nova foto |
| Biblioteca Auxiliar del Museu d'Art Modern                                                 | Tarragona                            | C. Santa Anna, 8 coord.                                         | Diputació              | E0270 | Carregueu una nova foto |
| Delegació Provincial de l'INE. Biblioteca                                                  | Tarragona                            | Rbla. Vella, 7 coord.                                           | Adm. Gral. de l';Estat | E0284 | Carregueu una nova foto |
| Institut Català d'Arqueologia Clàssica. Centre de documentació                             | Tarragona                            | Pl. Rovellat coord.                                             | Altra titularitat      | E0291 | Carregueu una nova foto |
| Biblioteca Pública de Tarragona                                                            | Tarragona                            | C. Fortuny, 30 coord.                                           | Generalitat            | P0154 | Carregueu una nova foto |
| Biblioteca Pública de Torreforta                                                           | Tarragona                            | Pl. Tarragonès coord.                                           | Ajuntament             | P0329 | Carregueu una nova foto |
| Biblioteca del Centre Penitenciari de Tarragona                                            | Tarragona                            | Av. República Argentina, 2 coord.                               | Generalitat            | P0379 | Carregueu una nova foto |
| Sala de Lectura Sant Pere i Sant Pau                                                       | Tarragona                            | Edifici Europa, esc. C, baixos coord.                           | Ajuntament             | P0380 | Carregueu una nova foto |
| Universitat Rovira i Virgili. Biblioteca CRAI Campus Catalunya                             | Tarragona                            | Av. Catalunya, 35 coord.                                        | Universitat            | U0077 | Carregueu una nova foto |
| Universitat Rovira i Virgili. Biblioteca del Campus Sescelades                             | Tarragona                            | Av. Països Catalans, 26 coord.                                  | Universitat            | U0081 | Carregueu una nova foto |
| Biblioteca Mestra Maria Antònia                                                            | Torredembarra                        | Av. Pompeu Fabra, 5 coord.                                      | Ajuntament             | P0256 | Carregueu una nova foto |
| Biblioteca de Baix a Mar (denominació provisional)                                         | Torredembarra                        | Pg. de Colom, 26 coord.                                         | Ajuntament             | P0430 | Carregueu una nova foto |
| Arxiu Comarcal de l'Alt Camp. Biblioteca Auxiliar                                          | Valls                                | Pg. dels Caputxins, 18 coord.                                   | Generalitat            | E0048 | Carregueu una nova foto |
| Biblioteca - Hemeroteca de l'Institut d'Estudis Vallencs                                   | Valls                                | C. Jaume Huguet, 1 coord.                                       | Privada                | E0211 | Carregueu una nova foto |
| Biblioteca Popular de Valls                                                                | Valls                                | Pg. dels Caputxins, 18, 1r coord.                               | Ajuntament             | P0123 | Carregueu una nova foto |
| Biblioteca Jaume Jardí i Gil                                                               | Vandellòs i l'Hospitalet de l'Infant | C. Sant Isidre, 3 coord.                                        | Ajuntament             | P0293 | Carregueu una nova foto |
| Biblioteca Infant Pere                                                                     | Vandellòs i l'Hospitalet de l'Infant | C. Ramon Berenguer IV, 2 coord.                                 | Ajuntament             | P0351 | Carregueu una nova foto |
| Arxiu Comarcal del Baix Penedès. Biblioteca Auxiliar                                       | Vendrell, el                         | C. Camí de Tomoví, 30 coord.                                    | Generalitat            | E0011 | Carregueu una nova foto |
| Biblioteca Pública Terra Baixa                                                             | Vendrell, el                         | C. Major, 18 coord.                                             | Ajuntament             | P0193 | Carregueu una nova foto |
| Universitat Rovira i Virgili. Biblioteca Seu Baix Penedès (Coma-ruga, El Vendrell)         | Vendrell, el                         | Av. del Palfuriana, 104 coord.                                  | Universitat            | U0083 | Carregueu una nova foto |
| Biblioteca Pública de Vila-seca                                                            | Vila-seca                            | C. Tarragona, 7 coord.                                          | Ajuntament             | P0328 | Carregueu una nova foto |
| Universitat Rovira i Virgili. Biblioteca de l'Escola Universitària de Turisme i Oci        | Vila-seca                            | C. Joanot Martorell, 15 coord.                                  | Universitat            | U0079 | Carregueu una nova foto |